# Râul Chișag, Gârcin
Râul Chișag este un curs de apă, afluent al râului Gârcin. 